# Gare de Pékin-Ouest
La gare de Pékin-Ouest, ou gare de Beijing-Ouest (chinois : 北京西站 ; pinyin : běijīng xī zhàn) souvent abrégé localement en beijing xi (Pékin Ouest) est une gare ferroviaire chinoise dans le district de Fengtai à Pékin.  C'est l'une des trois grandes gares de la capitale chinoise avec la gare de Pékin et la gare de Pékin-Sud. 
Elle a été inaugurée le 21 janvier 1996. Elle aurait une superficie de 510 000 m² et accueillerait en moyenne 150 000 à 180 000 voyageurs par jour.

## Situation ferroviaire
C'est la gare terminus au départ de la LGV Pékin - Canton, en direction du centre et du sud de la Chine. Les grandes villes desservies directement sont Shijiazhuang, Zhengzhou, Wuhan, Changsha, Guangzhou, Shenzhen et Hong Kong.